# Hexaphilia
Genre
Hexaphilia est un genre de limnoméduses (hydrozoaires) de la famille des Olindiidae.

## Liste d'espèces
Selon World Register of Marine Species (28 mars 2016) :
- Hexaphilia scoresbyi Gershwin & Zeidler, 2003